# 脑积水
腦積水（拉丁語：hydrocephalus，希臘語：，又稱水腦症，是一種發生於腦部，於腦內積聚腦脊液（CSF）的病症，指循環於蜘蛛網膜下腔包圍著腦部與脊髓的腦脊液異常增加或積聚，導致顱內壓異常增加的情形。較年長的病患可能產生頭痛、複視、平衡感喪失、尿失禁、性格改變或智能障礙等症狀。在嬰兒患者中可見到頭部的尺寸迅速增大。其他症狀可能包含嘔吐、嗜睡、癲癇發作和眼睛視線向下。在嚴重情況下，過度積聚的腦脊液可能壓迫腦部使穿越枕骨大孔的延髓受損，導致死亡。
腦積水的成因包括先天性障礙及後天形成。先天缺陷相關的病徵包含神經管缺損及其他導致中腦導水管狹窄之肇因。其他如腦膜炎、腦腫瘤、創傷性腦損傷、腦室內出血和蛛網膜下腔出血。腦積水的四種分類為：交通型腦積水、阻塞型腦積水、萎縮型腦積水和常壓型腦積水。常透過檢驗與醫學影像來進行診斷。
通常治療此症的方式是透過手術置入引流系統，依病情，少數患者亦可考慮接受一種名為第三腦室造口術的引流手術。但是手術也可能帶來過度引流、引流不足、失能、感染或栓塞等後遺症，此時需考慮再次手術置換引流裝置。手術的結果因人而異，不過許多與引流裝置一同生活的患者都能擁有正常的生活；惟若不加以治療，患者或許會因此喪生。
在美國，新生兒罹患此症的機率約在千分之一至千分之二之間；開發中國家的罹病率可能更高
。據估計，常壓型腦積水之罹病率約為每10萬人中有5人，此比例亦隨年齡增長而提升。關於此症的描述，最早可追溯到2千多年前，由古希臘醫生希波克拉底留下的相關記錄。「hydrocephalus」這個字是將希臘語「hydro-」與「kephalos」2個詞組合得來，前者的詞義為「水」，後者為「頭」。

## 導致腦積水可能成因
- 腦脊液的產生過多
- 腦脊液的循環受到阻塞
- 腦脊液的再吸收降低

## 病理
颅内压增高可能引起脑萎缩，导致脑损伤和其他并发症。hydrocephalus一词源于希腊语，意为“水脑”。
脑积水是一种常见的出生缺陷，每500个安全出生的婴儿中有1名患有脑积水，比唐氏綜合症或耳聾更为常见。根据NIH網站，在美国估计有700,000名儿童和成人患有脑积水，并且是最常见的儿童脑外科手术。有超过180种不同的病因，其中最常见的病因之一是伴随早产出现的脑出血。
脑积水最有效的治疗方法之一，分流术直到1960年才发展起来。分流术必须通过脑外科手术进入患者的脑部，这个程序本身也可能引起脑损伤。估计有50%的人在2年内分流失败，需要再次进行分流手术。几乎一半的分流的儿童在标准智力测验中智商低于80，只有一半的患脑积水儿童进入主流学校。
在美国，每年用于治疗脑积水的费用超过十亿美元，但还是远低于对其它疾病如青少年糖尿病的研究。

## 症状
颅内压增高引起的症状可能有头痛、呕吐、恶心、视神经乳头水肿、嗜睡或昏迷。颅内压增高可能导致颞叶或小脑扁桃体形成脑疝，导致脑干萎缩，危及生命。关于颅内压增高的其它表现，详情参见：
行走不稳、小便失禁和痴呆是正常颅压脑积水（NPH）的一组典型症状。

## 后果
由于脑积水伤害脑部，思维和行为将受到负面影响。

## 脑积水的类型及病因
脑积水可能由脑脊液（CSF）流动削弱、再吸收削弱，或脑脊液产生过多引起。正常颅内压是颅骨压力与血压、脑脊液和脑实质压力之间的平衡（颅骨压力=脑压 +脑脊液压力 +血压)。
- 脑积水最常见的病因是脑脊液流动梗阻，脑脊液通过的通道through ventricular system和蛛网膜下隙发生梗阻（e.g., 狭窄of 脑aqueduct或室间foramina梗阻 - foramina of Monro secondary to 肿瘤、出血、infection或先天畸形）。
- 脑积水也可能由于脑脊液过剩引起（e.g., papilloma of choroid plexus）。

基于其潜在机制，脑积水可以分为'交通性与非交通性（梗阻性）两类。交通性与非交通性脑积水又都包括先天性或后天性的。

### 交通性脑积水
交通性脑积水，又名非梗阻性脑积水，由脑脊液再吸收减弱，而非脑脊液流通梗阻引起。已经建立了理论，将其归因于蛛网膜granulations功能损伤，这里位于superior sagittal sinus，是脑脊液被静脉系统再吸收的地点。多种neurologic情形可能导致交通性脑积水，包括蛛网膜下/intraventricular 出血、脑膜炎、Chiari malformation和先天absence of 蛛网膜granulations（Pacchioni's granulations）。
- 正常颅压脑积水（NPH）是交通性脑积水的一种特殊形式，表现为脑室扩大，伴有间歇性脑脊液压力增高。其诊断只有通过持续脑室内压力记录（24小时以上）才能得出，脑室壁弹性改变，以及脑脊液粘性增强，都可能是正常颅压脑积水的发病机理。

### 非交通性脑积水
非交通性脑积水，或梗阻性脑积水，由脑脊液流通梗阻引起

### 先天性脑积水
脑颅骨在三岁结束时闭合。如果出现头围扩大，说明此前发生了脑积水。病因通常是由于遗传，但也可由后天引起，通常发生在最初几个月内，
婴儿表现为焦躁不安、食欲不振和频繁呕吐。脑积水发展后，婴儿表现出迟钝，对环境失去兴趣。再继续，眼框內陷。儿童头部变得很大，至终将卧床不起。

### 后天性脑积水
这种情形由于感染、脑膜炎、脑瘤、脑外伤、颅内出血（蛛网膜下或intraparenchymal）引起，通常使患者极其痛苦。

## 治疗
脑积水可通过外科手术治疗。包括将导管（用硅橡胶制成的管子）放置于脑室，使流通梗阻蛛网膜形成旁路，多余的脑脊液排入其他体腔，并在那里被再吸收。大部分脑脊液分流排入腹腔（脑室-腹腔分流术），可供选择的地点还包括右心房（脑室-心房分流术）、胸腔（脑室-胸腔分流术)和胆囊。

### 避免并发症
可能的并发症包括分流故障、分流失败和分流感染。
尽管通常分流术运转良好，如果发生断开、闭塞或因年久失去功能，会停止运转。如果发生上述情形，脑脊液将会再次开始积聚，出现许多身体症状，有些非常严重，如痉挛。
分流的失败率相对较高，患者在一生中进行多次分流术并不罕见。
脑积水诊断是复杂的，需要专家进行。

## 历史
最早记述脑积水的是希波克拉底，但它直到20世纪分流术和其他神经外科治疗方法发展起来以前，一直是一种难处理的情况，